# Japan Soccer League 1975
La temporada de 1975 fue la décima edición de la Liga de fútbol de Japón , el mayor nivel de campeonato de fútbol japonés.

## Clasificación

### Primera División
Towa Real Estate was renamed Fujita Industries when the latter absorbed its subsidiary.
| Pos | Club              | PTS | W  | D | L  | GF | GA | GD   | Notes     |
| --- | ----------------- | --- | -- | - | -- | -- | -- | ---- | --------- |
| 1   | Yanmar Diesel     | 31  | 14 | 3 | 1  | 44 | 11 | ＋33 | Campeones |
| 2   | Mitsubishi Motors | 29  | 13 | 3 | 2  | 30 | 16 | ＋14 |           |
| 3   | Hitachi           | 25  | 10 | 5 | 3  | 31 | 11 | ＋20 |           |
| 4   | Nippon Steel      | 21  | 9  | 3 | 6  | 28 | 23 | ＋5  |           |
| 5   | Eidai Industries  | 18  | 8  | 2 | 8  | 30 | 29 | ＋1  |           |
| 6   | Furukawa Electric | 17  | 6  | 5 | 7  | 34 | 22 | ＋12 |           |
| 7   | Fujita            | 13  | 5  | 3 | 10 | 19 | 31 | －12 |           |
| 8   | Toyo Industries   | 12  | 4  | 4 | 10 | 20 | 29 | －9  |           |
| 9   | Nippon Kokan      | 11  | 4  | 3 | 11 | 15 | 32 | －17 | Promoción |
| 10  | Toyota Motors     | 3   | 0  | 3 | 15 | 17 | 64 | －47 | Promoción |

#### Promoción
| Primera División | Ida | Vuelta | Segunda División      |
| ---------------- | --- | ------ | --------------------- |
| Nippon Kokan     | 1-1 | 1-0    | Yomiuri               |
| Toyota Motors    | 1-0 | 1-1    | Tanabe Pharmaceutical |

No hubo descensos.

### Segunda División
| Pos | Club                             | PTS | W  | D | L  | GF | GA | GD   | Notes                          |
| --- | -------------------------------- | --- | -- | - | -- | -- | -- | ---- | ------------------------------ |
| 1   | Tanabe Pharmaceutical            | 27  | 12 | 3 | 3  | 36 | 17 | ＋19 | Promoción con Primera División |
| 2   | Yomiuri                          | 26  | 11 | 4 | 3  | 43 | 16 | ＋27 | Promoción con Primera División |
| 3   | Fujitsu                          | 26  | 10 | 6 | 2  | 37 | 17 | ＋20 |                                |
| 4   | Honda                            | 22  | 10 | 2 | 6  | 33 | 29 | ＋4  |                                |
| 5   | Teijin Matsuyama                 | 19  | 8  | 3 | 7  | 31 | 34 | －3  |                                |
| 6   | Kyoto Shiko Club                 | 15  | 5  | 5 | 8  | 18 | 20 | －2  |                                |
| 7   | Kofu Club                        | 14  | 5  | 4 | 9  | 27 | 34 | －7  |                                |
| 8   | Sumitomo Metal                   | 12  | 3  | 6 | 9  | 27 | 38 | －11 |                                |
| 9   | NTT Kinki                        | 10  | 4  | 2 | 12 | 25 | 52 | －27 | Promoción con Copa Shakaijin   |
| 10  | Dainichi Nippon Cable Industries | 9   | 3  | 3 | 12 | 19 | 39 | －20 | Promoción con Copa Shakaijin   |

#### Promoción
| Segunda División                 | Ida | Vuelta | Copa Shakaijin                       |
| -------------------------------- | --- | ------ | ------------------------------------ |
| NTT Kinki                        | 1-2 | 0-0    | Furukawa Electric Chiba (Subcampeón) |
| Dainichi Nippon Cable Industries | 1-1 | 0-2    | Yanmar Club (Campeón)                |

NTT Kinki y Dainichi descienden, Furukawa Chiba y Yanmar Club ascienden.